# Liste der Baudenkmale in Goslar - Peterstraße
In der Liste der Baudenkmale in Goslar - Peterstraße sind alle Baudenkmale in der Peterstraße der niedersächsischen Gemeinde Goslar aufgelistet. Die Quelle der Baudenkmale ist der Denkmalatlas Niedersachsen. Der Stand der Liste ist der 25. September 2022.

## Allgemein
In den Spalten befinden sich folgende Informationen:
- Lage: die Adresse des Baudenkmales und die geographischen Koordinaten. Kartenansicht, um Koordinaten zu setzen. In der Kartenansicht sind Baudenkmale ohne Koordinaten mit einem roten Marker dargestellt und können in der Karte gesetzt werden. Baudenkmale ohne Bild sind mit einem blauen Marker gekennzeichnet, Baudenkmale mit Bild mit einem grünen Marker.
- Bezeichnung: Bezeichnung des Baudenkmales
- Beschreibung: die Beschreibung des Baudenkmales. Unter § 3 Abs. 2 NDSchG werden Einzeldenkmale und unter § 3 Abs. 3 NDSchG Gruppen baulicher Anlagen und deren Bestandteile ausgewiesen.
- ID: die Objekt-ID des Baudenkmales
- Bild: ein Bild des Baudenkmales, ggf. zusätzlich mit einem Link zu weiteren Fotos des Baudenkmals im Medienarchiv Wikimedia Commons. Wenn man auf das Kamerasymbol klickt, können Fotos zu Baudenkmalen aus dieser Liste hochgeladen werden:

Zurück zur Hauptliste
| Lage                                         | Bezeichnung        | Beschreibung | ID       | Bild |
| -------------------------------------------- | ------------------ | --- | -------- | ---- |
| Peterstraße 51° 54′ 11″ N, 10° 25′ 16″ O     | Straßenraum        | | 36592587 |      |
| Peterstraße 1 51° 54′ 11″ N, 10° 25′ 16″ O   | Wohnhaus           | Zweigeschossiger Fachwerkbau mit Satteldach in Schieferdeckung, traufständiges Eckhaus. Fassade mit Schiefer verkleidet, Giebelseite fachwerksichtig, Giebeldreieck mit Schiefer verkleidet. | 36538251 |      |
| Peterstraße 1a 51° 54′ 11″ N, 10° 25′ 16″ O  | Wohnhaus           | Zweigeschossiger Fachwerkbau mit Satteldach in Ziegeldeckung, traufständig mit seitlichen Bauwichen. Fassade fachwerksichtig, Südgiebel mit Schiefer verkleidet. | 36538279 |      |
| Peterstraße 2 51° 54′ 11″ N, 10° 25′ 15″ O   | Wohnhaus           | Zweigeschossiger Fachwerkbau mit Satteldach in Ziegeldeckung, traufständig mit seitlichem Bauwich. Fassade fachwerksichtig, mit schmalen Zwischengefachen. | 36538306 |      |
| Peterstraße 3 51° 54′ 11″ N, 10° 25′ 14″ O   | Wohnhaus           | Zweigeschossiger Fachwerkbau mit Satteldach in Ziegeldeckung, traufständig. Fassade fachwerksichtig, mit schmalen Zwischengefachen. | 36538332 |      |
| Peterstraße 4 51° 54′ 11″ N, 10° 25′ 14″ O   | Wohnhaus           | Zweigeschossiger Fachwerkbau mit Satteldach in Ziegeldeckung, traufständig. Fassade fachwerksichtig, mit schmalen Zwischengefachen, Gefache gefüllt mit rotem Backsteinmauerwerk. An der rechten Fassadenseite im Erdgeschoss Toröffnung zum rückwärtigen Hofraum; an der linken Fassadenseite ehemalige Durchfahrt, geschlossen mit eingeschossigem Anbau. Prägende Ausbauphase der 1920er Jahre, u.a. Türaustattungen (innen und Hauseingang) umfangreich erhalten. | 36606291 |      |
| Peterstraße 4 51° 54′ 11″ N, 10° 25′ 13″ O   | Garage             | Eingeschossiger Massivbau mit Pultdach in Ziegeldeckung. Hoffassade mit großformatigen Toröffnungen. | 36579479 | BW   |
| Peterstraße 4 51° 54′ 12″ N, 10° 25′ 13″ O   | Wirtschaftsgebäude | Zweigeschossiges Gebäude mit Satteldach in Ziegeldeckung. EG in Massivbauweise, mit großen Toröffnungen; OG in Fachwerkbauweise, fachwerksichtig. | 44494027 |      |
| Peterstraße 4 51° 54′ 11″ N, 10° 25′ 14″ O   | Nebengebäude       | Eineinhalbgeschossiger Massivbau mit Pultdach in Ziegeldeckung. Fassade im EG mit großformatigen Toröffnungen, im OG mit Backsteinmauerwerk. | 44494010 | BW   |
| Peterstraße 4 51° 54′ 11″ N, 10° 25′ 13″ O   | Hof                | Hofraum hinter dem straßenseitigen Wohn-/Wirtschaftsgebäude, allseitig eingefasst mit Wirtschaftsbauten. | 36568652 | BW   |
| Peterstraße 5 51° 54′ 11″ N, 10° 25′ 13″ O   | Wohnhaus           | Zweigeschossiger Fachwerkbau mit Satteldach in Ziegeldeckung, traufständig. Fassade fachwerksichtig, mit schmalen Zwischengefachen, Gefache gefüllt mit rotem Backsteinmauerwerk. | 36538375 |      |
| Peterstraße 6 51° 54′ 11″ N, 10° 25′ 13″ O   | Wohnhaus           | Zweigeschossiger Fachwerkbau mit Satteldach in Ziegeldeckung, traufständig. Fassade fachwerksichtig, mit schmalen Zwischengefachen, Gefache gefüllt mit rotem Backsteinmauerwerk. | 36538403 |      |
| Peterstraße 6 51° 54′ 11″ N, 10° 25′ 12″ O   | Hinterhaus         | | 36583589 | BW   |
| Peterstraße 7 51° 54′ 11″ N, 10° 25′ 12″ O   | Wohnhaus           | Zweigeschossiger Fachwerkbau mit Satteldach in Ziegeldeckung, traufständig. Fassade mit Schiefer verkleidet. | 36538431 |      |
| Peterstraße 8 51° 54′ 11″ N, 10° 25′ 12″ O   | Wohnhaus           | Zweigeschossiger Fachwerkbau mit Satteldach in Ziegeldeckung, traufständig mit seitlichem Bauwich; Fassaden mit Schiefer verkleidet. | 36538468 |      |
| Peterstraße 9 51° 54′ 11″ N, 10° 25′ 11″ O   | Wohnhaus           | Zweigeschossiger Fachwerkbau mit Satteldach in Ziegeldeckung, traufständig mit seitlichem Bauwich. Fassade fachwerksichtig, mit schmalen Zwischengefachen, Gefache gefüllt mit rotem Backsteinmauerwerk; Giebelseite mit Schiefer verkleidet. | 36538496 |      |
| Peterstraße 9 51° 54′ 11″ N, 10° 25′ 11″ O   | Nebengebäude       | Eineinhalbgeschossiger Fachwerkbau mit Pultdach in Ziegeldeckung. Fassade fachwerksichtig, Giebelfeld mit Holz verschalt. | 36571830 | BW   |
| Peterstraße 10 51° 54′ 11″ N, 10° 25′ 11″ O  | Wohnhaus           | Zweigeschossiger Fachwerkbau mit Satteldach in Ziegeldeckung, traufständig. Fassade fachwerksichtig, mit schmalen Zwischengefachen, Gefache gefüllt mit rotem Backsteinmauerwerk. | 36538524 |      |
| Peterstraße 11 51° 54′ 11″ N, 10° 25′ 11″ O  | Wohnhaus           | Zweigeschossiger Fachwerkbau mit Satteldach in Ziegeldeckung und mittigem Zwerchhaus, traufständig. Fassade mit Schiefer verkleidet. | 36538552 |      |
| Peterstraße 11a 51° 54′ 11″ N, 10° 25′ 10″ O | Wohnhaus           | Zweigeschossiges Gebäude mit Satteldach in Schieferdeckung, traufständiges Eckhaus. EG in Massivbauweise, verputzt, OG in Fachwerkbauweise, fachwerksichtig. Nordseitig Torbogen mit Eisengitter, Inschrift „PK 1955“. | 36538580 |      |
| Peterstraße 12 51° 54′ 11″ N, 10° 25′ 9″ O   | Wohnhaus           | | 36538605 |      |
| Peterstraße 13 51° 54′ 10″ N, 10° 25′ 10″ O  | Wohnhaus           | | 36538632 |      |
| Peterstraße 13 51° 54′ 10″ N, 10° 25′ 10″ O  | Nebengebäude       | | 36578165 | BW   |
| Peterstraße 13 51° 54′ 10″ N, 10° 25′ 10″ O  | Stadtmauer         | | 36594259 | BW   |
| Peterstraße 14 51° 54′ 10″ N, 10° 25′ 10″ O  | Wohnhaus           | | 36538660 |      |
| Peterstraße 14 51° 54′ 10″ N, 10° 25′ 10″ O  | Nebengebäude       | | 36578389 | BW   |
| Peterstraße 14 51° 54′ 10″ N, 10° 25′ 10″ O  | Stadtmauer         | | 36593962 | BW   |
| Peterstraße 15 51° 54′ 10″ N, 10° 25′ 11″ O  | Wohnhaus           | | 36538688 |      |
| Peterstraße 15 51° 54′ 10″ N, 10° 25′ 10″ O  | Nebengebäude       | | 36578413 | BW   |
| Peterstraße 15 51° 54′ 9″ N, 10° 25′ 10″ O   | Stadtmauer         | | 36593986 | BW   |
| Peterstraße 16 51° 54′ 10″ N, 10° 25′ 11″ O  | Wohnhaus           | | 36538716 |      |
| Peterstraße 16 51° 54′ 10″ N, 10° 25′ 11″ O  | Nebengebäude       | | 36578365 | BW   |
| Peterstraße 16 51° 54′ 10″ N, 10° 25′ 11″ O  | Stadtmauer         | | 36594010 | BW   |
| Peterstraße 17 51° 54′ 10″ N, 10° 25′ 11″ O  | Wohnhaus           | | 36538742 |      |
| Peterstraße 17 51° 54′ 10″ N, 10° 25′ 11″ O  | Nebengebäude       | | 36578189 | BW   |
| Peterstraße 17 51° 54′ 10″ N, 10° 25′ 11″ O  | Stadtmauer         | | 36594134 | BW   |
| Peterstraße 18 51° 54′ 10″ N, 10° 25′ 12″ O  | Wohnhaus           | | 36538773 |      |
| Peterstraße 18 51° 54′ 10″ N, 10° 25′ 12″ O  | Nebengebäude       | | 36578239 | BW   |
| Peterstraße 18 51° 54′ 10″ N, 10° 25′ 12″ O  | Stadtmauer         | | 36594034 | BW   |
| Peterstraße 19 51° 54′ 10″ N, 10° 25′ 12″ O  | Wohnhaus           | | 36538804 |      |
| Peterstraße 19 51° 54′ 10″ N, 10° 25′ 12″ O  | Nebengebäude       | | 36578264 | BW   |
| Peterstraße 19 51° 54′ 10″ N, 10° 25′ 12″ O  | Stadtmauer         | | 36594059 | BW   |
| Peterstraße 20 51° 54′ 10″ N, 10° 25′ 12″ O  | Wohnhaus           | | 36538835 |      |
| Peterstraße 20 51° 54′ 10″ N, 10° 25′ 12″ O  | Nebengebäude       | | 36578214 | BW   |
| Peterstraße 20 51° 54′ 10″ N, 10° 25′ 12″ O  | Stadtmauer         | | 36594084 | BW   |
| Peterstraße 21 51° 54′ 10″ N, 10° 25′ 13″ O  | Wohnhaus           | | 36538866 |      |
| Peterstraße 21 51° 54′ 10″ N, 10° 25′ 13″ O  | Nebengebäude       | | 36578140 | BW   |
| Peterstraße 21 51° 54′ 10″ N, 10° 25′ 13″ O  | Stadtmauer         | | 36594159 | BW   |
| Peterstraße 22 51° 54′ 10″ N, 10° 25′ 13″ O  | Wohnhaus           | | 36538897 |      |
| Peterstraße 22 51° 54′ 10″ N, 10° 25′ 13″ O  | Nebengebäude       | | 36578115 | BW   |
| Peterstraße 22 51° 54′ 10″ N, 10° 25′ 13″ O  | Stadtmauer         | | 36594159 | BW   |
| Peterstraße 23 51° 54′ 10″ N, 10° 25′ 13″ O  | Wohnhaus           | | 36538935 |      |
| Peterstraße 23a 51° 54′ 10″ N, 10° 25′ 13″ O | Wohnhaus           | | 36544149 | BW   |
| Peterstraße 24 51° 54′ 11″ N, 10° 25′ 13″ O  | Wohnhaus           | | 36538963 |      |
| Peterstraße 24a 51° 54′ 10″ N, 10° 25′ 14″ O | Wohnhaus           | | 36544174 | BW   |
| Peterstraße 25 51° 54′ 11″ N, 10° 25′ 14″ O  | Wohnhaus           | | 36538989 |      |
| Peterstraße 25 51° 54′ 10″ N, 10° 25′ 14″ O  | Nebengebäude       | | 36578614 | BW   |
| Peterstraße 26 51° 54′ 11″ N, 10° 25′ 14″ O  | Wohnhaus           | | 36539020 |      |
| Peterstraße 27 51° 54′ 11″ N, 10° 25′ 15″ O  | Wohnhaus           | | 36539050 |      |
| Peterstraße 28 51° 54′ 10″ N, 10° 25′ 15″ O  | Wohnhaus           | | 36539080 |      |
| Peterstraße 29 51° 54′ 10″ N, 10° 25′ 16″ O  | Wohnhaus           | | 36539108 |      |
| Peterstraße 29a 51° 54′ 10″ N, 10° 25′ 16″ O | Wohnhaus           | | 36539138 |      |
| Peterstraße 30 51° 54′ 10″ N, 10° 25′ 17″ O  | Wohnhaus           | | 36539164 |      |
| Peterstraße 30 51° 54′ 10″ N, 10° 25′ 17″ O  | Nebengebäude       | | 36573408 | BW   |
| Peterstraße 31 51° 54′ 10″ N, 10° 25′ 17″ O  | Wohnhaus           | | 36539195 |      |